# Grupo de Cairns

Estados-membros do Grupo de Cairns.

O Grupo de Cairns é uma organização composta por 20 países: África do Sul, Argentina, Austrália, Bolívia, Brasil, Canadá, Chile, Colômbia, Costa Rica, Filipinas, Guatemala, Indonésia, Malásia, Nova Zelândia, Paquistão, Paraguai, Peru, Tailândia, Uruguai e Vietnã. Juntos, os países-membros são responsáveis por mais de 25% das exportações mundiais de produtos agrícolas.
Formado em 1986, em Cairns, Austrália, este grupo de países exportadores de produtos agropecuários objetivam a liberalização do comércio no setor. Seu campo de manifestação concentrou-se a priori na crítica ao sistema de Política Agrícola Comum da União Europeia (PAC), conjunto de medidas adotadas por países europeus que consistiam basicamente na adoção de medidas protecionistas e de incentivo ao pequeno produtor rural.